# Karl von Seinsheim

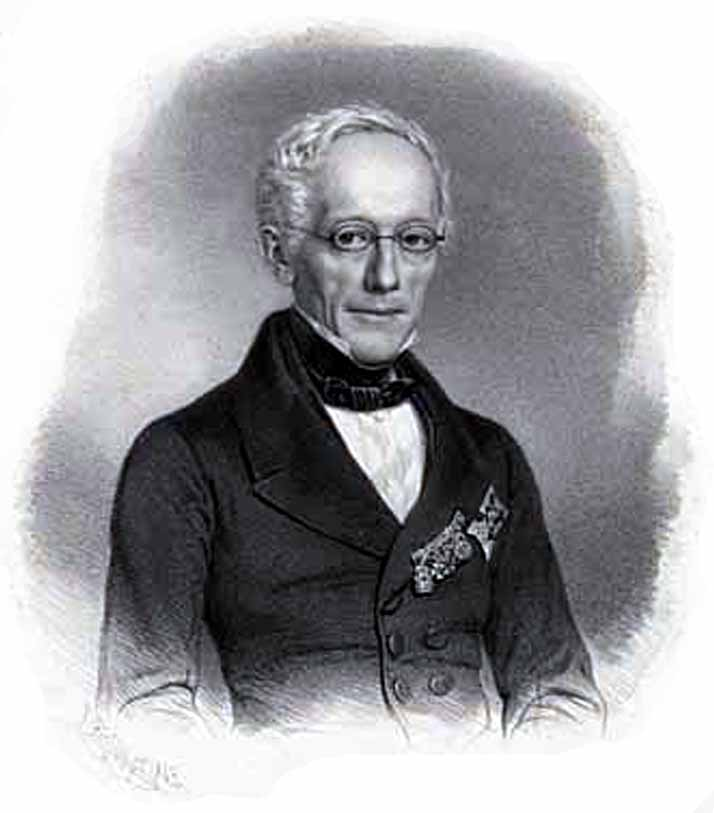
Karl von Seinsheim

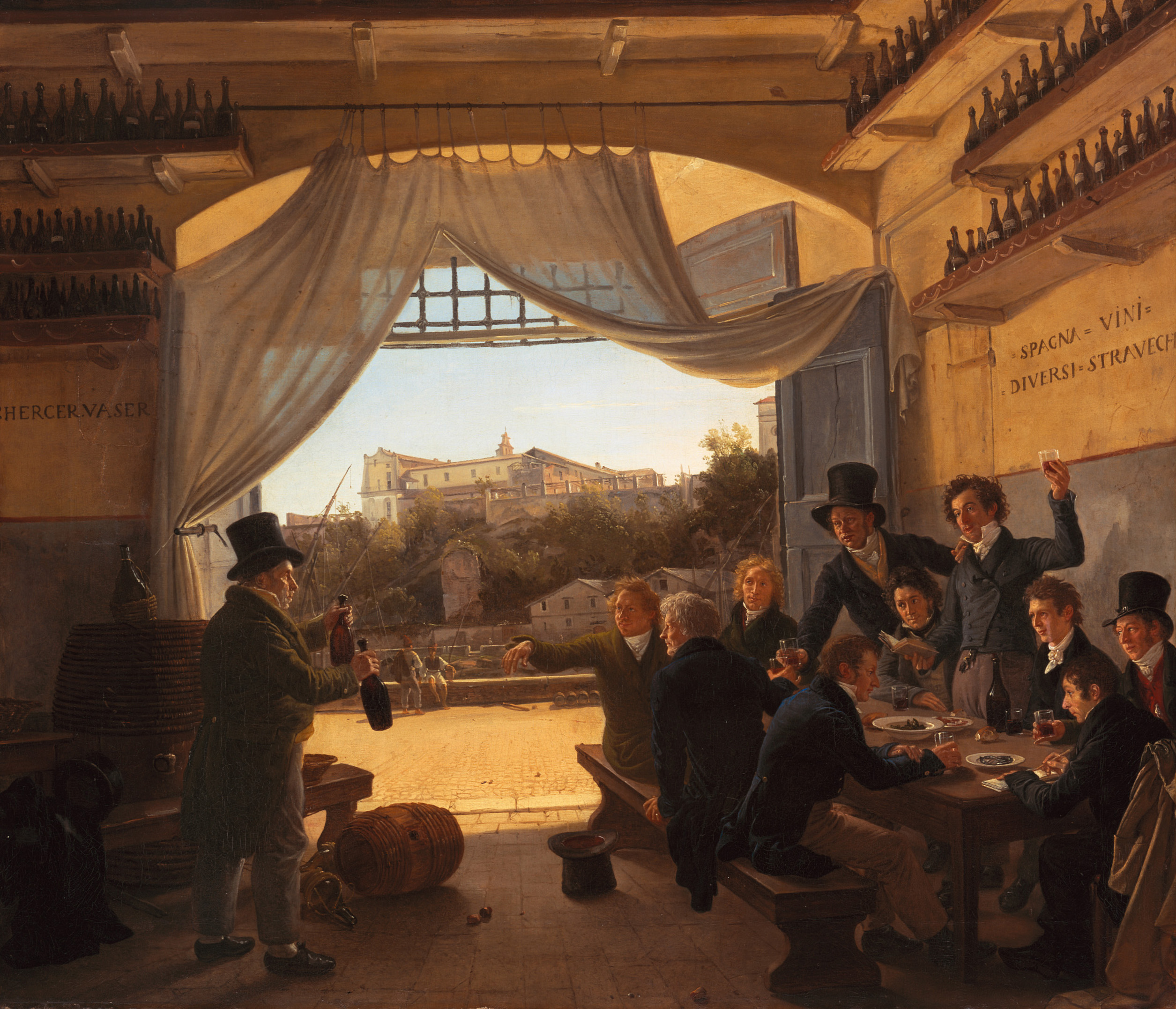
Franz Ludwig Catel: Kronprinz Ludwig von Bayern mit seinen Freunden in der spanischen Taverne zu Rom, 1823. Karl von Seinsheim links neben dem stehenden und Zylinderhut tragenden Mann

Karl August Joseph Maria Donatus Graf von Seinsheim (* 17. Februar 1784 in München; † 29. November 1864 ebenda) war bayerischer Finanzminister und Präsident der Kammer der Abgeordneten.

## Leben
Karl Graf von Seinsheim wurde als Sohn des Staatsmanns Maximilian Joseph Clemens Maria von Seinsheim (1751–1803), und der Maria Anna Freiin von Franckenstein (1754–1832) geboren. Er erhielt Privatunterricht und studierte dann die Rechte an den Universitäten Landshut und Göttingen. Dann begleitete er den bayerischen Kronprinzen Ludwig auf einer Italienreise. 1806 wurde er Akzessist bei der General-Landesdirektion in München, dann hatte er in verschiedenen Orten das Amt eines Kreisrats inne: 1808 in Trient, 1809 in Straubing, 1810 in Salzburg, 1817 in München. 1824 bis 1832 war er Zweiter Direktor der Regierung des Isarkreises, von 1832 bis 1840 Regierungspräsident des Isarkreises. 1837 wurde er Staatsrat und von 1840 bis 1847 war er Staatsminister der Finanzen. Bereits seit 1827 war er Mitglied der Abgeordnetenkammer, aus der er ausschied, nachdem er von 1840 bis 1843 deren Präsident war. 1845 wurde er lebenslanger Reichsrat und am 25. Februar 1848 in den Ruhestand verabschiedet.
Seinsheim war von der Gründung 1837 bis 1846 der Vorsitzende des Historischen Vereins von Oberbayern.
Seinsheim war seit dem 27. Dezember 1808 mit Isabella Gräfin von Lodron-Laterano verheiratet (1787–1816), mit der er zwei Söhne und zwei Töchter hatte.
Papst Gregor XVI. hatte Karl von Seinsheim 1839 mit dem Christusorden ausgezeichnet, der höchsten Auszeichnung des Hl. Stuhls. 1843 wurde er ihm das Großoffizierkreuz des belgischen Leopold-Ordens verliehen. 1844 erhielt er das Großkreuz des bayerischen Civil-Verdienst-Ordens.